# Luthrodes soamis
Luthrodes soamis är en fjärilsart som beskrevs av Hans Fruhstorfer 1915. Luthrodes soamis ingår i släktet Luthrodes och familjen juvelvingar. Inga underarter finns listade i Catalogue of Life.